# Belo Jardim
Belo Jardim é um município brasileiro do estado de Pernambuco, situado na Região Nordeste do país. Pertence à Região Geográfica Intermediária de Caruaru, e é o mais importante e populoso da Região Geográfica Imediata de Belo Jardim-Pesqueira, tem o maior PIB desta Região Geográfica Imediata, além do 7º maior PIB per capita do estado, ficando à frente de Cidades como Recife, Jaboatão dos Guararapes, Caruaru e Petrolina. Sua população, conforme Estimativas do IBGE de 2024, era de 83.647 habitantes.

## História
A Fazenda Lagoa do Capim, onde se originou a atual cidade de Belo Jardim, em 1833 já fazia parte do Distrito de Paz de Jurema, pertencente a nova comarca do Brejo da Madre de Deus. Aos poucos, a fazenda de propriedade de Joaquim Cordeiro Wanderlei foi abrigando novos moradores como Coronel Antônio Marinho, um dos grandes fazendeiros da época o qual seu próprio nome foi dado a avenida principal do bairro hoje chamado de Boa Vista, evoluindo rapidamente para um núcleo populoso que manteve o nome de Lagoa Capim.
No povoado foi erguida uma pequena casa de orações onde, aos domingos, o pároco de Brejo da Madre Deus celebrava missas. Entre 1872 e 1873, os moradores do povoado Capim construíram uma capela sob a invocação de Nossa Senhora do Bom Conselho. Anos depois outra igreja foi erguida, esta em homenagem a Nossa Senhora da Conceição, que mais tarde seria a igreja-matriz do Município.
Esse nome foi mudado para Belo Jardim em 1881, por sugestão de Frei Cassiano de Comacchio, quando pregava as missas naquela localidade. Progredindo a passos largos, foi elevada a categoria de vila através da lei estadual N°. 260, de 3 de julho de 1897. O progresso de Belo jardim intensificou-se mais ainda a partir de sua nova situação administrativa e, especialmente, por encontrar-se no eixo da grande via de comunicação representada pela Estrada de Ferro Central de Pernambuco, cujos trilhos chegariam a sua área urbana em 1906, trazendo uma nova era para a localidade beneficiada, e ostracismo para os que ficaram ao largo. Foi fundado em 11 de setembro de 1928.

## Geografia
Em termos cartográficos, localiza-se a uma latitude 08º20'08" sul e a uma longitude 36º25'27" oeste, estando a uma altitude de 608 metros. Ademais, o município se encontra na região do Planalto da Borborema, este que perpassa diversos estados do Nordeste brasileiro, caracterizando um clima ameno em relação às demais localidades da região, com temperaturas que variam de 14 °C entre maio e agosto à 33 °C entre setembro e abril, possuindo um clima ideal para atividades de inverno e verão.

### Limites
| Noroeste: Poção (Pernambuco)     | Norte: Jataúba e Brejo da Madre de Deus | Nordeste: Fazenda Nova (Brejo da Madre de Deus) |
| Oeste: Sanharó e Pesqueira       |                                         | Leste: Tacaimbó                                 |
| Sudoeste: Alagoinha (Pernambuco) | Sul: São Bento do Una                   | Sudeste: Cachoeirinha (Pernambuco)              |

### Distâncias
Seguem abaixo algumas distâncias a partir de Belo Jardim:
- Brasília (capital federal): 1497 km (linha reta)
- Recife (capital estadual): 183,1 km (menor distância) via BR-232
- Caruaru: 53,9 km via BR-232
- Petrolina: 530,7 km (menor distância) via BR-232 e BR-428

### Bairros
- Airton Maciel
- Alto da Palestina
- Alto Limpo
- Boa Vista
- Bela Vista
- Bom Conselho
- Centro
- Cohab I
- Cohab II
- Cohab III
- Distrito Industrial I
- Distrito Industrial II

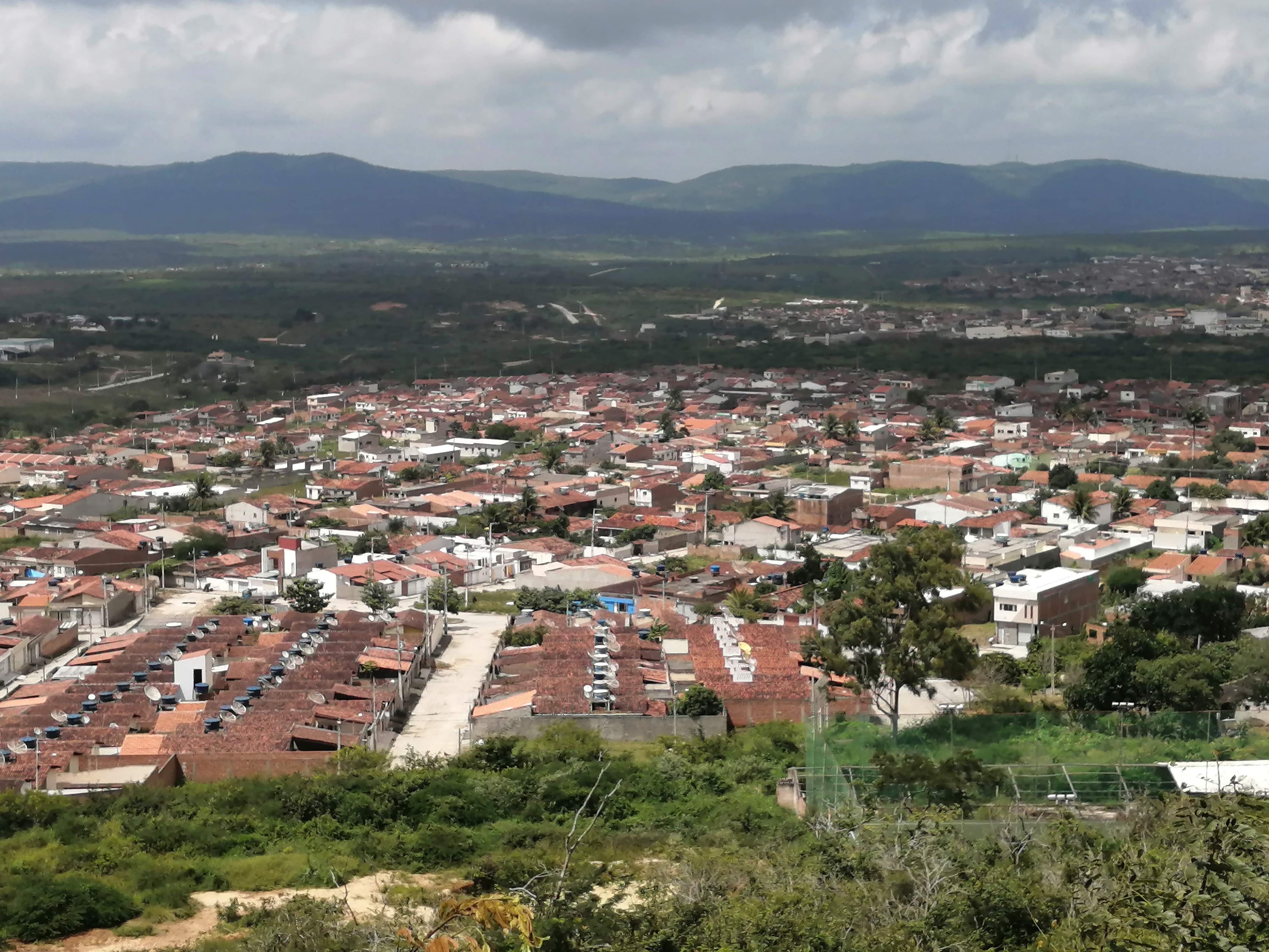
Vista parcial do Bairro Morada Nobre.

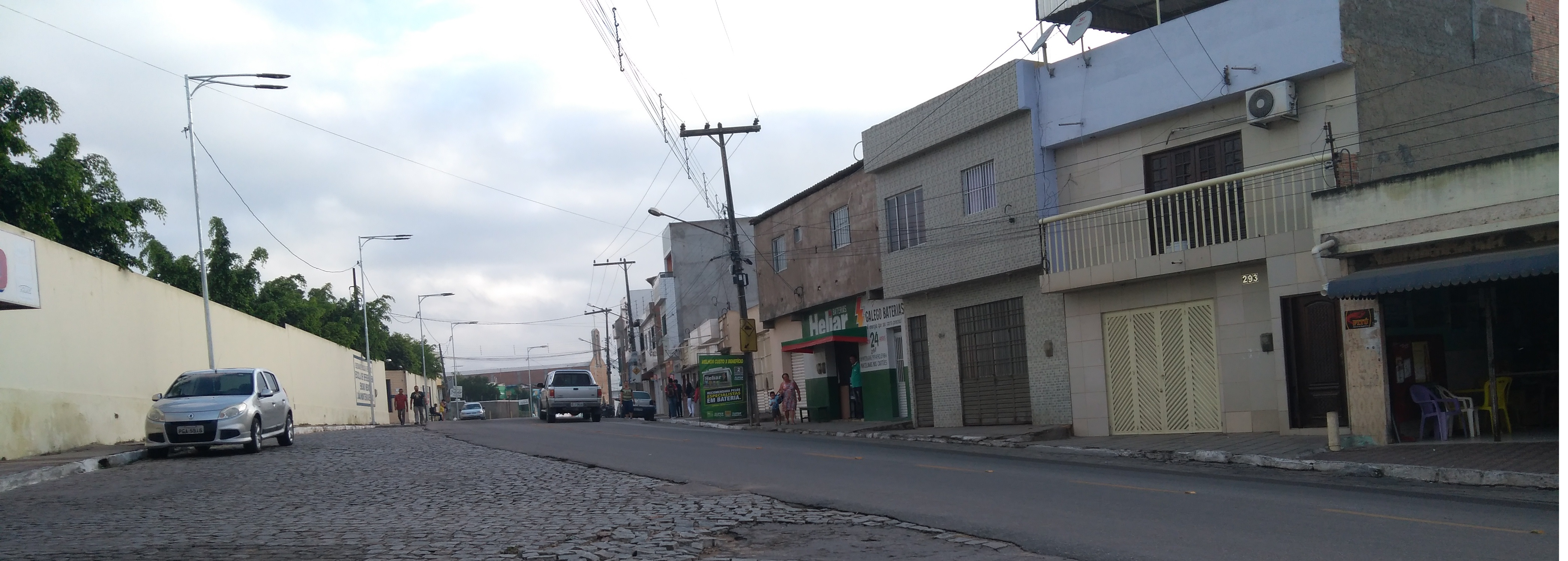
Trecho da Av. Santo Antônio.

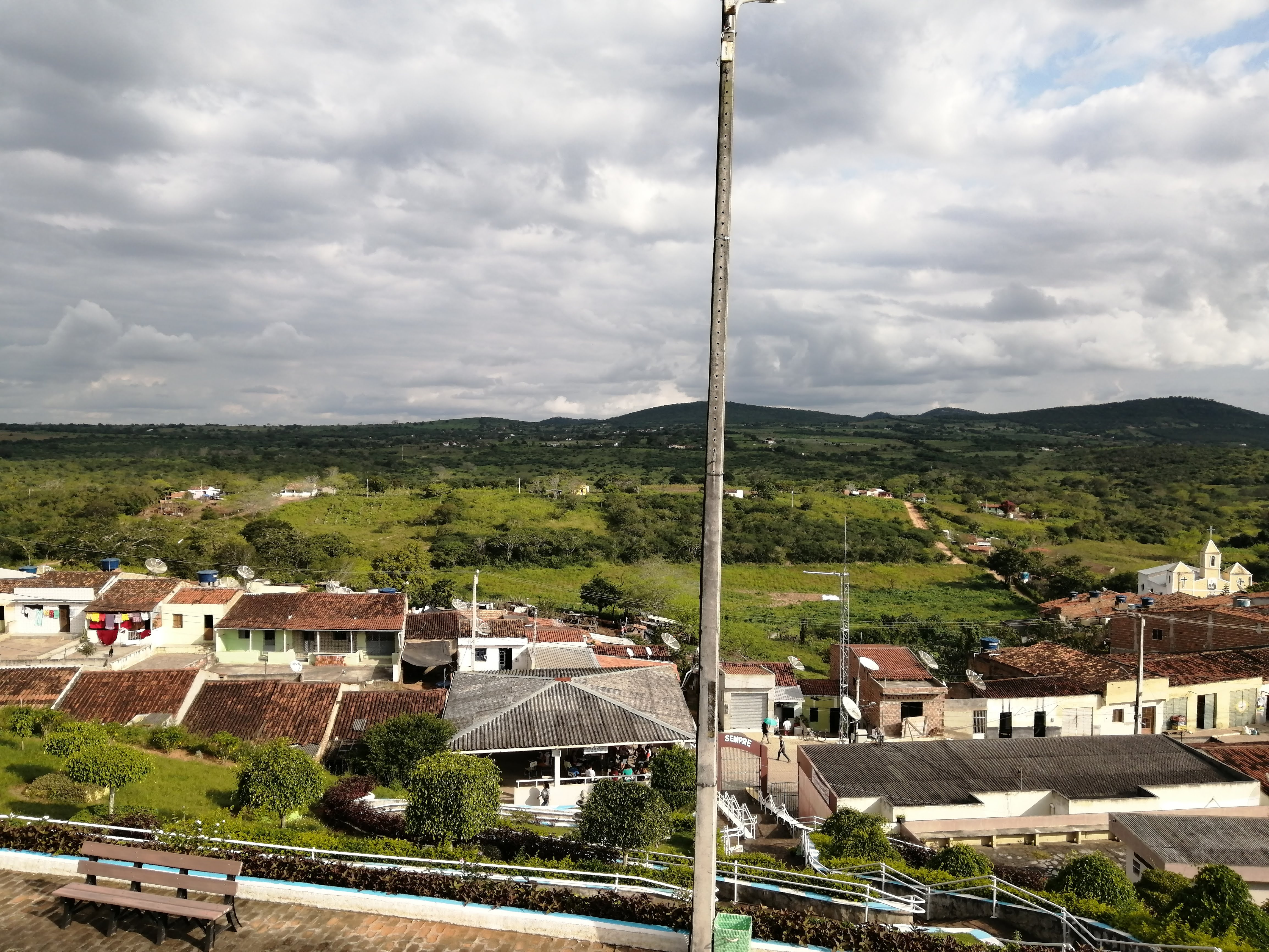
Vista Parcial da Vila Santa Luzia (Volta do Rio), onde se encontra o Memorial Frei Damião.

- Edson Mororó Moura (Tancredo Neves)
- Felicianos
- Floresta
- Frei Damião
- Gameleira
- Loteamento Campo Belo
- Loteamento João Paulo I
- Loteamento João Paulo II
- Loteamento Casa Nova
- Loteamento Nossa Senhora Aparecida
- Loteamento Jardim Hellen (Heliópolis)
- Loteamento Kennedy I
- Loteamento Kennedy II
- Maria Cristina
- Morada Nobre
- Ponte Nova
- Pontilhão
- Santo Antônio
- São Pedro
- Tambor
- Tereza Mendonça
- Viana e Moura da BR (José Barbosa Maciel)
- Viana e Moura da Faculdade (Euno Andrade da Silva)
- Vila Fernando de Abreu
- Vila da Serra

### Distritos e Povoados
O município é formado por três distritos: Água Fria, Serra dos Ventos e Xucuru (Belo Jardim).
Belo Jardim possui treze povoados:
- Vila da Barragem
- Vila Taboquinha
- Vila Batinga
- Vila Gogoia
- Vila Planalto
- Vila Bela
- Vila Raiz
- Vila Nossa Senhora Aparecida (Cavalo Morto)
- Vila Santa Luzia (Volta do Rio)
- Vila de Campo Novo
- Vila São Francisco de Assis (Lagoa da Chave)
- Vila do Socorro
- Vila Nova

### Sítios
O município de Belo Jardim possui vários sítios, tendo uma zona rural extensa, grande parte deles estão em um dos três distritos (Água Fria, Serra do Vento e Xucuru), mas há também sítios próximos às vilas, são eles:
Jurema, Bitury, Boa Sorte, Palmeira, Criminoso, Tetéu, Papa Mel, Muquém, Araçá, Caborge, Cacheado, Patos, Breu, Prazeres, Bananeira, Serrinha, Queimadas, Pagão, Canabrava, Jussará, Currais, Santo Antônio, Boa Vista do Pagão, Igrejinha, São João, Santa Rosa, Arara, Flores, Encantada, Boqueirão, Guaribas, Oitis, Imbé, Lixandre, Pau Furado, Carlota, Campos, Lagoa de Xucuru, Casa Nova, Saco, Minador, Mulungu de Xucuru, Fundão, Mimoso Seco, Quandus, Várzea Grande, Conceição, Coelho, Miguel Dias, Monte, Balança de Xucuru, Bulandeira, Palha, Cafundó, Campos de Farias, Pontes, Caiana (na estrada que dá acesso à Vila Nova), Pitombeira (na estrada que dá acesso à Vila Nova), Gravatá, Pedra Vermelha, Lagoa de Pedra, Lagoa da Porta, Espalhadeira, Inhumas, Tanques, Paraguai, Balança de Serra do Vento, Lagoa do Monte, Batata do Monte, Graciana, Caboclo, Mocó, Barra do Algodão, Jucá, Serra Verde, Olho D'Água do Tatu, Tapera, Piaca, Peixe, Farra de Sobra, Jaqueira, Frexeiras, Raposo, Porfírio, Pocinhos, Fazenda Nova, Travessão, Jacinta, Taioba, Ingá, Jati, Poço de Lama, Poço Comprido, Pascoal, Passagem, Pau Ferro, Salobro, Poço do Angico, Divisão, Rodrigues, Bola I, Bola II, Capoeira de Dentro, Tabocas de cima (próximo à Barragem de Tabocas), Tabocas de baixo (divisa com Brejo da Madre de Deus) e Amparo (divisa com Brejo da Madre de Deus).
| Município | Habitantes IBGE 2010 | Habitantes IBGE 2010 | Habitantes IBGE 2010 |
| Município | Homens               | Mulheres             | Total                |
| Urbana    | 27 648               | 30 585               | 58 233               |
| Rural     | 7 132                | 7 067                | 14 199               |

| Distrito         | Habitantes | Habitantes | Habitantes | Domicílios particulares |
| Distrito         | Homens     | Mulheres   | Total      | Domicílios particulares |
| Água Fria        | 3 077      | 3 147      | 6 224      | 62                      |
| Serra dos Ventos | 2 533      | 2 502      | 5 035      | 277                     |
| Xucuru           | 2032       | 2161       | 4 193      | 153                     |

### Transportes
As principais rodovias que servem ao município são BR-232 (principal malha rodoviária do estado de Pernambuco), PE-166 (que liga o município de Belo Jardim ao distrito de Serra dos Ventos e Barra do Farias em Brejo da Madre de Deus) e PE-180 (que liga o município a São Bento do Una).
Belo Jardim também possui um aeroporto de pequeno porte, o Aeroporto de Belo Jardim (IATA: ***, ICAO: SNBJ), instalado no município para pousos de carga e de passageiros em aviões pequenos, com uma pista de pouso, hangar e terminal de passageiros.

### Hidrografia
O município está inserido nos domínios das bacias hidrográficas do rio Ipojuca e do rio Capibaribe. Seus principais tributários são os riachos do Mimoso, Bitury, Araçá, Fundão, Imbé, Minador, Chorão,  Aldeia Velha, Taboquinha, Liberal, Vieira,  Jenipapo,  Poço, Santana, do Veado Podre, Cágado,Papamel, Varzea Grande,Palmeira, Frexeiras,  Peixoto, Tabocas, do Souza e do Jucá. O município conta com os açudes Belo Jardim (30.000.000 m³), Eng. Severino Guerra (17.776.470 m³) e Tabocas (1.167.924 m³) e as lagoas da Porta, da Chave e Inhumas.

### Clima
- Tipo de Clima: Tropical chuvoso com verão seco.[18]
- Precipitação pluviométrica: 890,2mm
- Temperatura média anual: 23,0 °C
- Meses chuvosos: março a julho.

### Relevo
Belo Jardim insere-se na unidade geoambiental do Planalto da Borborema com montanhas em alguns pontos com mais de 1.000 de altitude próximos a divisa com o município de Brejo da Madre de Deus em Serra dos Ventos. A vegetação nativa é formada por Florestas Subcaducifólica e Caducifólica, típica do agreste.

### Vegetação
A vegetação é composta por caatinga hiperxerófila e floresta subcaducifólia, além de pequenas concetrações de Mata Atlântica, como é o caso da Mata da Rita.

## Economia

### Setor Primário
Tem como principais atividades a agroindústria com maior potencialidade de desenvolvimento para produtos alimentícios e avicultura. Principais produtos: feijão, milho, batata-doce, banana, café, mandioca, tomate, alho, cana-de-açúcar e goiabada.

### Setor Secundário (Indústrias)
Belo Jardim está localizado na Microrregião do Vale do Ipojuca, nesta região estão localizadas cidades de grande importância, além de englobar vários pólos industriais, com ênfase ao setor alimentício. O comércio na microrregião é o mais intenso do interior.
É a cidade sede das indústrias de Acumuladores Moura S.A (maior fabricante de acumuladores da América Latina), Natto Alimentos, Palmeiron (ASA), Cremosinho, EMPAC e Frango Favorito.

## Educação
No âmbito do ensino pré-escolar, fundamental, médio e técnico, Belo Jardim possui 58 Escolas Municipais, Além de 9 Escolas Estaduais de jornada de ensino regular e semi-integral, 1 Escola Técnica Estadual e 1 Instituto Federal de Educação, Ciência e Tecnologia. a cidade possui várias Escolas Particulares e instituições de nível superior.
| Ensino pré-escolar | 2 196  | 106 | 70 |
| Ensino fundamental | 12 192 | 581 | 79 |
| Ensino médio       | 3 764  | 212 | 10 |

### Ensino Fundamental e Médio

#### Zona urbana
- Escola Estadual Tomás Alves (São Pedro)
- Colégio Águia Unidade I (São Pedro)
- Colégio Águia Unidade II (São Pedro)
- Escola de Referência em Ensino Médio de Belo Jardim (São Pedro)
- Colégio Êxito (São Pedro)
- Colégio Diocesano Monsenhor Francisco de Assis Neves (São Pedro)
- Centro Comunitário Castelinho (São Pedro)
- Escola Estadual Frei Cassiano Comacchio (Boa Vista)
- Colégio Adventista de Belo Jardim (Centro)
- Escola Municipal Professora Risoleta Cavalcanti (Maria Cristina)
- Escola Estadual Pe. Giovanni Toniutti (Bom Conselho)
- Escola de Referência em Ensino Médio João Monteiro de Melo (Santo Antônio)
- Escola Municipal Professor Antenor Vieira de Melo (Santo Antônio)
- Escola Estadual Ministro Marcos de Barros Freire (Santo Antônio)
- Escola Estadual Professor Donino (Boa Vista)
- Escola SESI Belo Jardim (Boa Vista)
- Escola Estadual Bento Américo (Boa Vista)
- Escola Estadual Professora Maria Galvão (Cohab I)

#### Zona rural
- Escola Municipal José Batista dos Santos (Vila da Barragem)
- Escola Municipal Manoel Domingos (Vila Taboquinha)
- Escola Municipal do Campo João Bezerra Filho (Vila Taboquinha)
- Escola Municipal João Valentim da Silva (Sítio Muquém)
- Escola Municipal Cândido Mergulhão (Sítio Araçá)
- Escola Municipal Flor Malaquias (Queimadas)
- Escola Municipal Manoel Urbano (Igrejinha)
- Escola Municipal Luiz Pereira de Amorim (Sítio Palha)
- Escola Municipal Luíza Leopoldina Lopes (Xucuru)
- Escola Municipal Cícero Manoel da Silva (Sítio Fundão)
- Escola Municipal Tenente João Cordeiro (Vila Raiz)
- Escola Municipal Manoel Jerônimo de Lira (Vila do Socorro)
- Escola Municipal Manoel Teodoro de Arruda (Serra do Vento)
- Escola Municipal João Marques da Silva (Vila Nova)
- Escola Municipal Rui Barbosa (Sítio Gravatá)
- Escola Municipal Dom Luiz (Campo Novo)
- Escola Municipal Vereador Joaquim Medeiros Cabral (Água Fria)
- Escola Municipal José Zeferino da Rocha (Vila Santa Luzia)
- Escola Municipal João Alves Leite (Lagoa da Chave)

### Instituições de Nível Técnico
- Instituto Federal de Pernambuco (IFPE) Campus Belo Jardim
- Escola Técnica Estadual Edson Mororó Moura (ETE)
- Centro Técnico Pernambucano CETEC - PE

### Instituições de Nível Superior
- Universidade Federal Rural de Pernambuco (UFRPE) Unidade Acadêmica de Belo Jardim - (UABJ)
- Autarquia de Ensino Superior de Belo Jardim (AEB)
- Faculdade de Formação de Professores de Belo Jardim (FABEJA)
- PITÁGORAS - Unidade Belo Jardim
- UNIASSELVI  - Unidade Belo Jardim
- ESTÁCIO - Unidade Belo Jardim
- UNINASSAU - Unidade Belo Jardim
- Universidade Luterana do Brasil (ULBRA) (extinta)
- Faculdade de Desenvolvimento e Integração Regional (FADIRE) (extinta)

## Segurança
Belo Jardim conta com uma delegacia de Polícia civil, e com um Batalhão da Polícia Militar de Pernambuco. Está em fase de implantação de uma Guarda Municipal.
O policiamento ostensivo da cidade está a cargo do 15º Batalhão da Polícia Militar do Estado de Pernambuco (15º BPM - BATALHÃO DES. JOÃO PAES), com sede às margens da BR-232 na entrada principal do município no Km 185. O Batalhão é responsável pelo Policiamento ostensivo no município de Belo Jardim e em outros municípios vizinhos (Cachoeirinha, São Bento do Una, São Caetano e Tacaimbó).  A Polícia Civil do Estado de Pernambuco mantém, no município, a 15ª Delegacia Seccional de polícia (15ª DESEC), pertencente a Delegacia de Polícia da 104ª Circunscrição, funcionando no Bairro São Pedro, com área de abrangência: circunscrições dos municípios de Belo Jardim, Pesqueira, São Bento do Una, São Caetano, Cachoeirinha, Alagoinha, Sanharó, Tacaimbó e Poção.
A prefeitura possui uma equipe da SEDEC (Secretaria de Defesa Cidadã), responsável pela organização e fiscalização de trânsito.

## Cultura, festas e comemorações
A cultura belo-jardinense baseia-se em uma forte influência da música que é representada na cidade desde seus primórdios. Conta com a presença de duas escolas de música que fizeram e ainda fazem história na cidade. A Filarmônica São Sebastião fundada em 20 de janeiro de 1887 e a Sociedade de Cultura Musical (conhecida como "cultura") que foi fundada em 8 de fevereiro de 1935.

### Festa das Marocas
Como uma das principais formas de manifestação cultural na cidade, há a realização anual da Festa das Marocas (ou "redenção"). A festa leva milhares de pessoas anualmente à cidade no mês de junho ou julho para apresentações musicais, tais como bandas conhecidas e orquestras.
A Festa das Marocas nasceu em 1970, inspirada na novela “Redenção” da extinta Tv Excelsior. Exibida entre maio de 1966 e maio de 1968, o folhetim narrava a história de algumas fofoqueiras que faziam das janelas seus tribunais irreverentes da vida alheia.
Nesta época, as amigas Maria José Lima, Zélia Franklin e Conceição Augusta moravam em um cenário parecido com o da novela e possuíam a vivacidade das personagens da trama. Desta forma, o trio resolveu promover o primeiro “Forró de Redenção”, na rua João Pessoa, mais conhecida por Calçadão.
“Vida e Arte” transformaram o forró de vizinhança na grandiosa “Festa de Redenção” ou, simplesmente, “das Marocas”, que é considerada, pela Lei 13.842, Patrimônio Cultural e Imaterial do estado de Pernambuco, desde 2009. Título concedido a eventos cujas dimensões cultural e econômica já ultrapassaram os limites regionais.
A Festa das Marocas transforma Belo Jardim em um centro da cultura popular e música, atraindo milhares de pessoas que movimentam o turismo e a economia da região. O povo belo-jardinense se orgulha dessa maravilhosa herança, que teve início graças à criatividade e ao amor das amigas Maria José Lima, Zélia Franklin e Conceição Augusta.

### Centro de Artesanato Tareco e Mariola
Também é possível destacar a forte cultura do artesanato e de rendeiras, onde encontram-se lojas artesanais (como o Centro de Artesanato Tareco e Mariola) e alguns pequenos museus de exposição (como o Memorial de Belo Jardim e a antiga Estação Ferroviária).

### Feriados na cidade
| Data           | Nome                                     | Sobre o Feriado                          |
| -------------- | ---------------------------------------- | ---------------------------------------- |
| 1 de janeiro   | Confraternização Universal               | Início do ano civil                      |
| 20 de janeiro  | São Sebastião                            | Feriado municipal                        |
| 6 de março     | Carta Magna de Pernambuco é assinada.    |                                          |
| 21 de abril    | Tiradentes                               | Em homenagem a Inconfidência Mineira     |
| 1 de maio      | Dia do Trabalhador                       | Homenagem aos trabalhadores              |
| 7 de setembro  | Independência                            | Proclamação da Independência de Portugal |
| 11 de setembro | Emancipação de Belo Jardim               | Feriado municipal                        |
| 12 de outubro  | Nossa Senhora Aparecida Dia das crianças | Padroeira do Brasil                      |
| 2 de novembro  | Finados                                  | Dia de memória aos mortos                |
| 15 de novembro | Proclamação da República                 | Proclamação de Império à República       |
| 20 de novembro | Dia da Consciência Negra                 |                                          |
| 8 de dezembro  | Nossa Senhora da Conceição               | Feriado municipal                        |
| 25 de dezembro | Natal                                    | Nascimento de Cristo                     |

## Pontos turísticos
O município tem diversos pontos turístico, como:

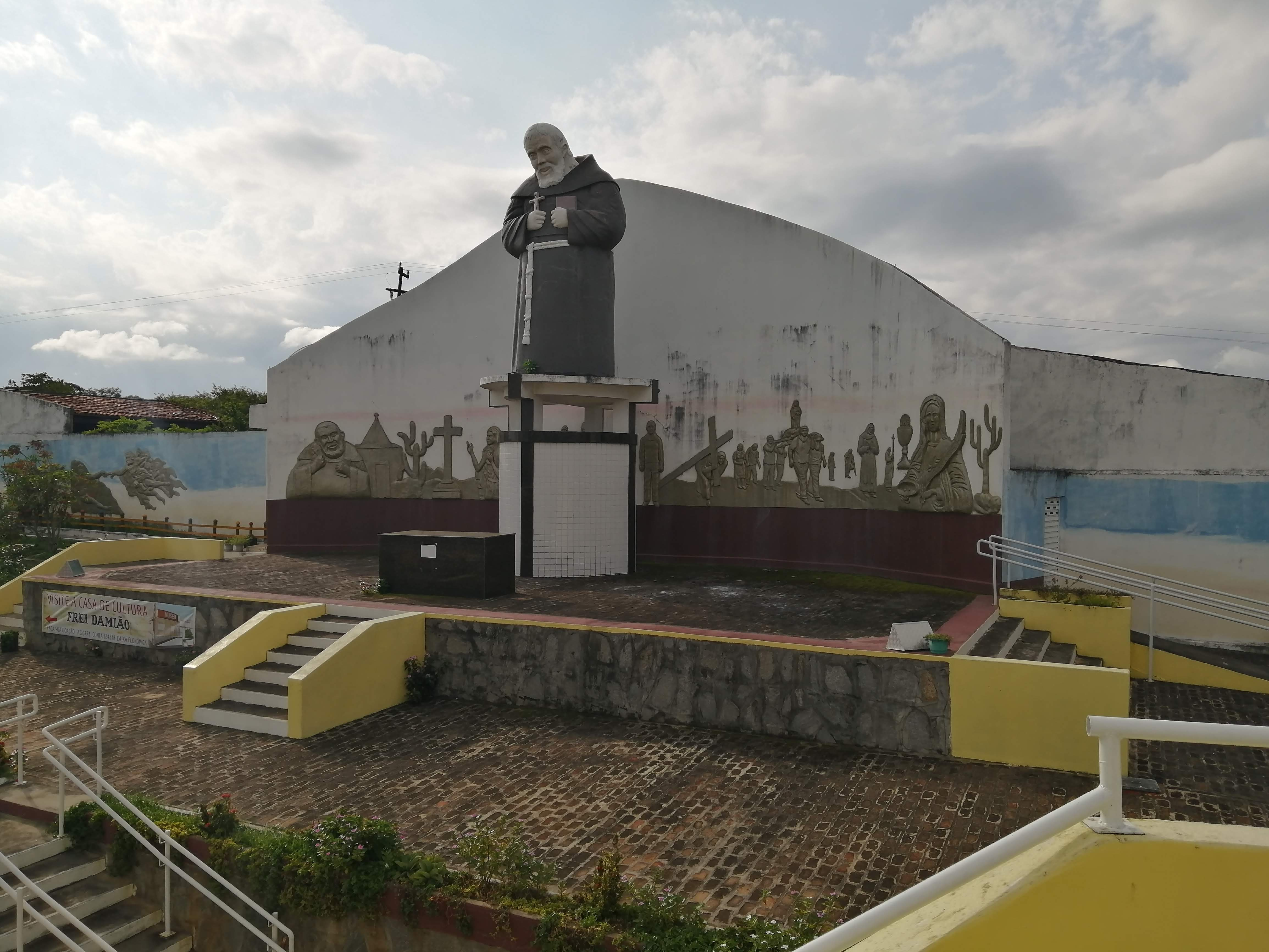
Memorial Frei Damião, localizado na Vila Santa Luzia (Volta do Rio) à 12 km do perímetro urbano de Belo Jardim.

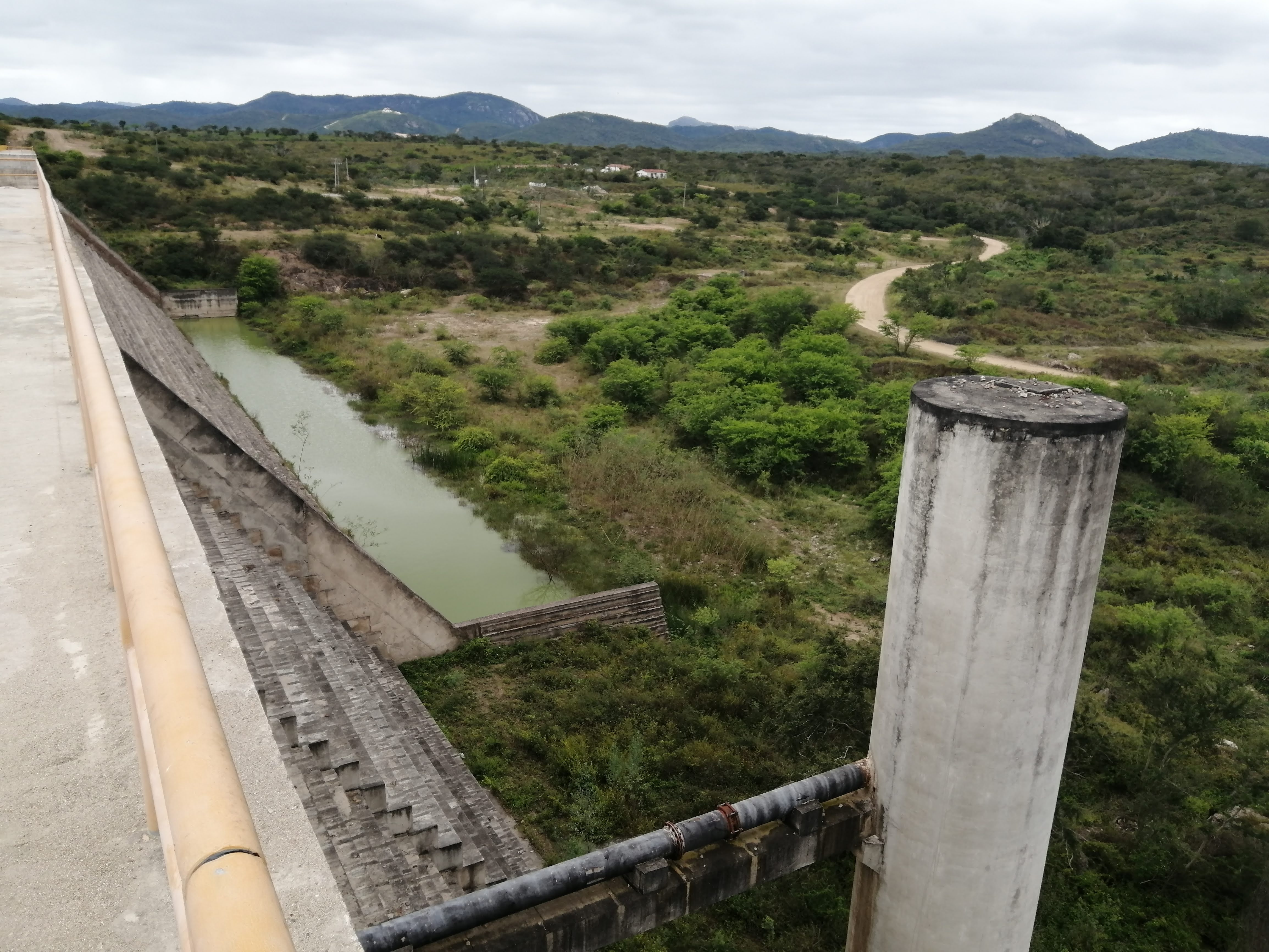
Vista Parcial da Barragem Pedro Moura Júnior (Ipojuca).

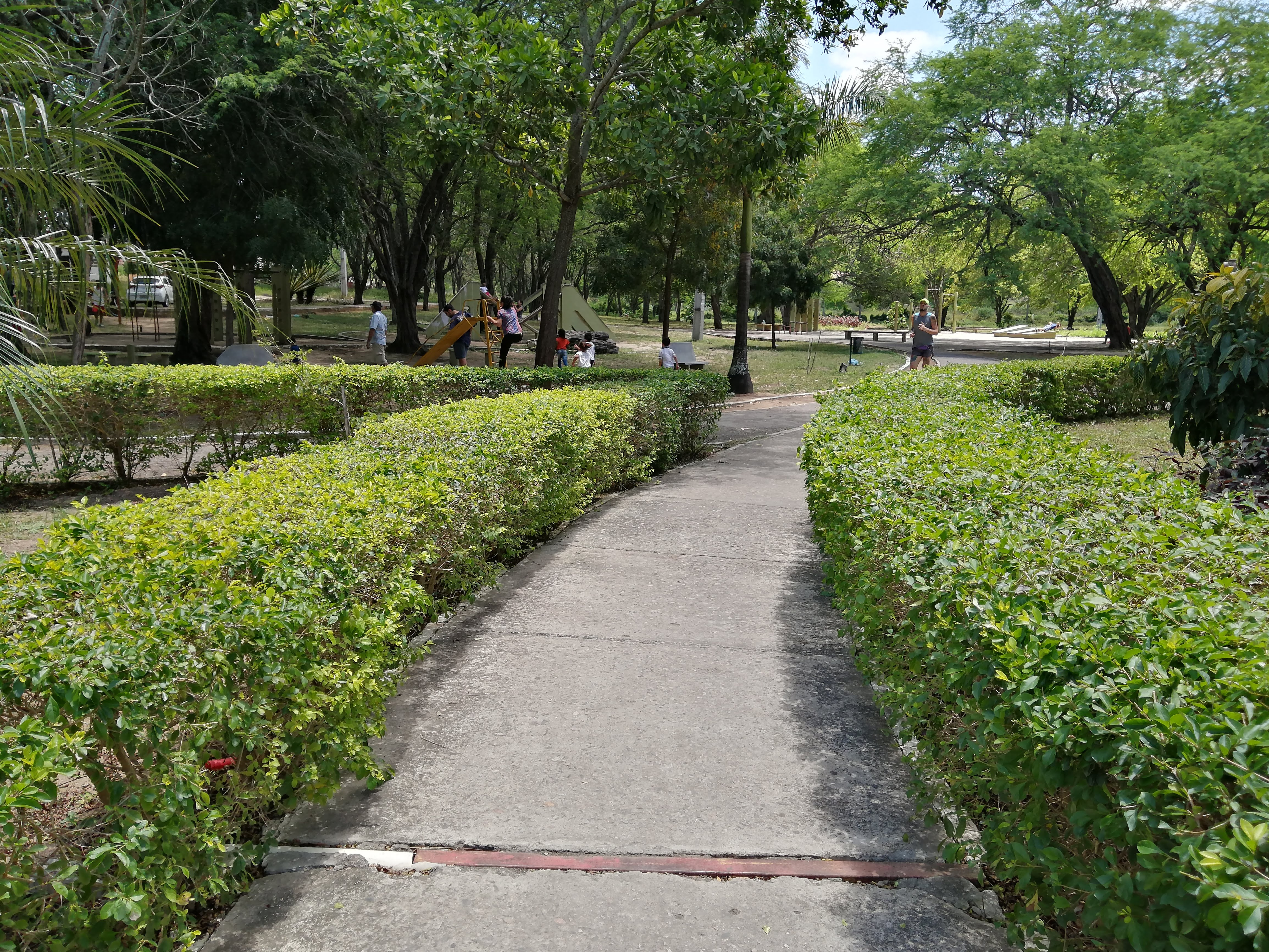
Parque Janelas Para o Rio (é um Parque estadual) - Localizado no Bairro São Pedro.

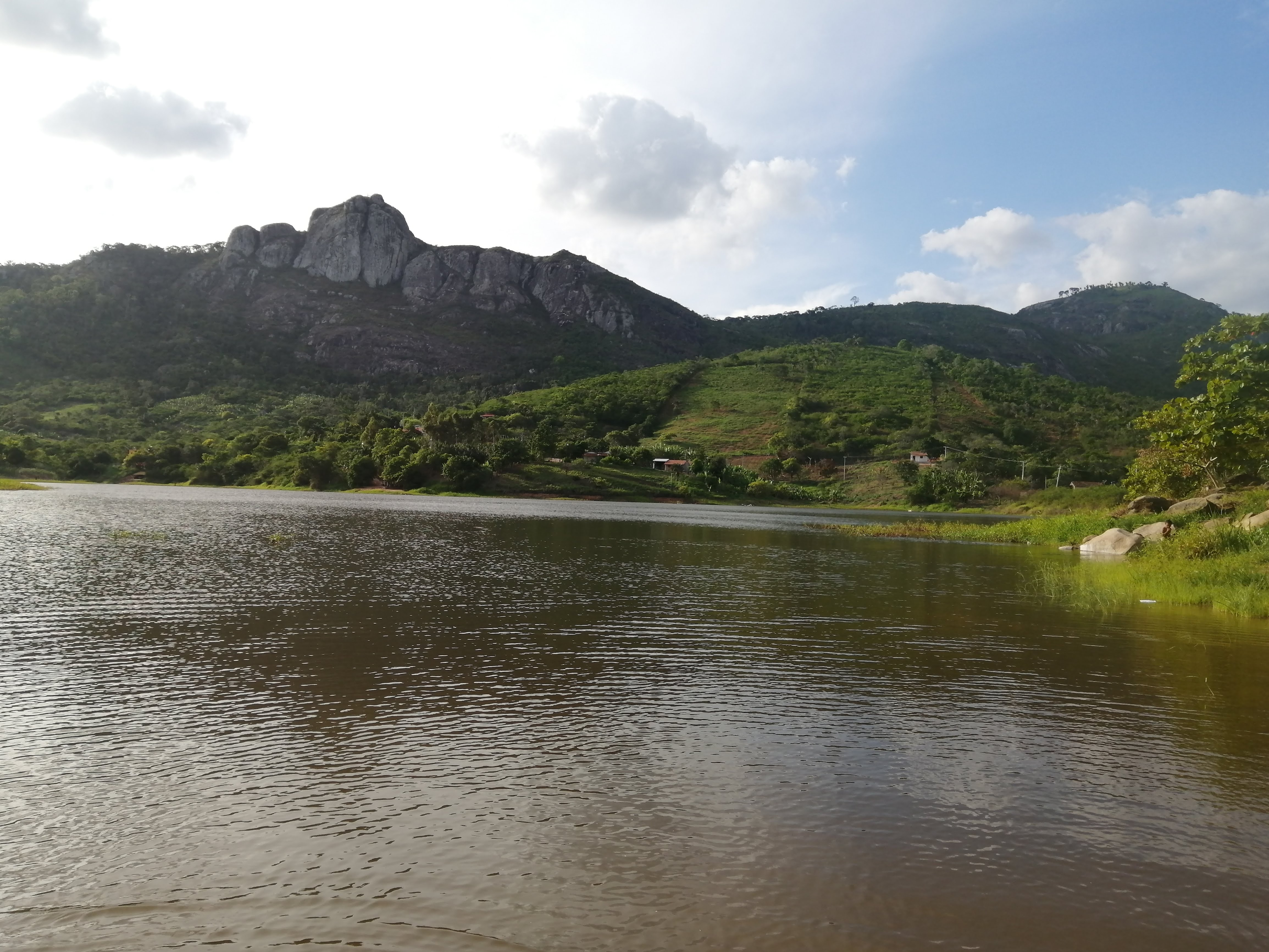
A Barragem de Tabocas/Piaca, localizada em Serra dos Ventos, distrito de Belo Jardim.

- Barragem  Pedro Moura Júnior (Ipojuca)
- Parque Janelas Para o Rio
- Memorial Frei Damião
- Barragem de Tabocas/Piaca
- Bica do Bitury
- Cachoeira do Bitury
- Cachoeira da Boa Sorte
- Cachoeira da Moura
- Cachoeira da Palmeira
- Bica e espalhadeira
- Engenho e Piaca
- Engenho Cantinho do Céu
- Poço do Rebolo
- Serra do Caboclo
- Sítio Lagoa do Monte
- Sítio Batata do Monte
- Sítio Caborje
- Mata do Raposo
- Mata da Onça
- Mata da Rita
- Mirante da Chácara Pé de Serra
- Serra do Mocó
- Pedra do Caboclo
- Pedra da Boa Vista
- Pedreira do Ipojuca
- Fazenda do Ouro
- Corredeira da Espalhadeira
- Santuário de Nossa Senhora das Cabeças
- Cruzeiro de Água Fria
- Barragem de Água Fria
- Barragem do Bitury
- Lagoa do Inhumas
- Cachoeira Engenho Tira-Teima

## Mídia e telecomunicações

### TV
| Emissora                                   | Cidade-sede |
| ------------------------------------------ | ----------- |
| Canal 17 UHF - TV Asa Branca Globo         | Caruaru     |
| Canal 35 UHF - TV Jornal Interior/SBT      | Caruaru     |
| Canal 45 UHF - TV Pernambuco/TV Brasil HD  | Caruaru     |
| Canal 44 - Rede Vida                       | São Paulo   |
| Canal 39 UHF - TV Clube (Recife)/Record TV | Recife      |
| Canal 20 UHF - TV Tribuna (Recife)         | Olinda      |

### Rádio
Todas as rádios da cidade têm sede no próprio município, com exceção da Rádio Sanharó 104.9 FM sediada em Sanharó e a Rede Brasil de Comunicação 106.9 FM, sediada em Recife.
| Emissora                   | Cidade-sede |
| -------------------------- | ----------- |
| Rádio Belo Jardim 104.9 FM | Belo Jardim |
| Rádio Itacaité 88.1 FM     | Belo Jardim |
| Rede Brasil 106.9 FM       | Belo Jardim |
| Rádio Bitury FM 98.3       | Belo Jardim |
| Rádio Sanharó 104.9 FM     | Sanharó     |

### Imprensa
Devido a proximidade com Caruaru e Recife, a cidade de Belo Jardim conta com jornais sediados destas cidades:
| Jornal                      | Cidade-sede |
| --------------------------- | ----------- |
| Jornal de Caruaru           | Caruaru     |
| Jornal Diário de Pernambuco | Recife      |
| Jornal Folha de Pernambuco  | Recife      |
| Jornal do Commercio         | Recife      |

## Esporte
A cidade possui um clube no Campeonato Pernambucano de Futebol, o Belo Jardim Futebol Clube, que joga no Mendonção (Estádio José Bezerra de Mendonça), protagonista nos campeonatos estaduais, disputando títulos com os principais clubes de Pernambuco e do Nordeste. Outro clube era o Santa Cruz de Belo Jardim.

## Política
- Prefeito: Gilvandro Estrela de Oliveira (UNIÃO) (2025/2028)[29]
- Vice-Prefeito: José Lopes Silveira (UNIÃO)
- Presidente da Câmara dos Vereadores: Jonas Chagas Torres (PSB) (biênio 2025-2026)[30]

### Lista de prefeitos
| Ordem | Nome                           | Cargo    | Período     |
| ----- | ------------------------------ | -------- | ----------- |
| 1°    | Antônio Marinho dos Santos     | Prefeito | 1928 - 1930 |
| 2°    | João Monteiro de Melo          | Prefeito | 1931 - 1933 |
| 3°    | Antônio Rodrigues Vilela       | Prefeito | 1933 - 1934 |
| 4°    | João Monteiro de Melo          | Prefeito | 1935 - 1936 |
| 5°    | Pedro Moura Junior             | Prefeito | 1937        |
| 6°    | Artur Paes de Carvalho Barros  | Prefeito | 1937 - 1944 |
| 7°    | José Pedro da Silva            | Prefeito | 1945 - 1946 |
| 8°    | Agripino Lacerda               | Interino | 1947 - 1948 |
| 9°    | Artur Paes de Carvalho Barros  | Prefeito | 1948 - 1952 |
| 10°   | Arnaldo Barbosa Maciel         | Prefeito | 1952 - 1954 |
| 11°   | João Manoel Leite              | Prefeito | 1955 - 1956 |
| 12°   | Artur Paes de Carvalho Barros  | Prefeito | 1956 - 1959 |
| 13°   | Arnaldo Barbosa Maciel         | Prefeito | 1960 - 1961 |
| 14°   | Fernando Dias de Abreu         | Prefeito | 1961 - 1963 |
| 15°   | Julio Alves de Lira            | Prefeito | 1964 - 1968 |
| 16°   | Francisco Cintra Galvão        | Prefeito | 1968 - 1972 |
| 17°   | Sebastião Lopes da Silva       | Prefeito | 1973 - 1976 |
| 18°   | José Fábio Galvão              | Prefeito | 1977 - 1981 |
| 19°   | Valdeci Rodrigues Torres       | Prefeito | 1982 - 1987 |
| 20°   | Francisco Cintra Galvão        | Prefeito | 1988 - 1992 |
| 21°   | Valdeci Rodrigues Torres       | Prefeito | 1993 - 1997 |
| 22°   | Cecílio Cintra Galvão          | Prefeito | 1997 - 2000 |
| 23°   | João Mendonça                  | Prefeito | 2000 - 2004 |
| 24°   | João Mendonça                  | Prefeito | 2004 - 2008 |
| 25°   | Marco Antônio da Silva         | Prefeito | 2008 - 2012 |
| 26°   | João Mendonça                  | Prefeito | 2012 - 2016 |
| 27°   | Gilvandro Estrela de Oliveira  | Interino | 2017        |
| 28°   | Francisco Hélio de Melo Santos | Prefeito | 2017 - 2020 |
| 29°   | Gilvandro Estrela de Oliveira  | Prefeito | 2021 - 2024 |

## Filhos ilustres
- Ademar Casé: radialista;
- José Mendonça Bezerra: político, advogado e pecuarista;
- Mozart Vieira: maestro;
- Otto Maximiliano Pereira de Cordeiro Ferreira: músico, cantor e artista.